# Fatih (TV serija)
 (срп. Освајач) турска је телевизијска серија, снимана 2013.

## Синопсис
Серија се бави освајањима и животом Султана Мехмета Освајача након освајања града Константинопоља. 
Султан је имао три сина: Бајазита, Мустафу и Џема. У серији је приказана Бајазитова похлепа, амбиција и борба за престо. Принц Мустафа је вредео за згодног и вредног принца, а умро је још у раној младости. Његова љубав ће бити опасна према младој Зулејхи, жени великог везира Махмут-паше. Серија такође приказује Џема са 12 година, његов однос са мајком Чичек хатун, братом Мустафом и Бајазитовим схватањем Џема као највеће препреке за престо.